# Jul i Guatemala
Jul i Guatemala präglas av olika traditioner hos olika folkgrupper. Julkrubban är en viktig del av traditionen, och ställs ofta nära julgranen.
Huvudmåltiden äts oftast på julaftons kväll, oftast då familjerna samlas.
Under julnatten avlossas fyrverkerier till minne av Jesu födelse, och familjerna samlas runt julgranen för att be en julbön innan julklapparna öppnas.